# 월드 브리핑 톡
《월드 브리핑 톡》은 평일 아침 7시 30분에 방송되었던 OBS경인TV의 아침 국제뉴스 프로그램이다.

## 방송 시간
| 방송 채널 | 방송 기간                         | 방송 시간                     |
| --------- | --------------------------------- | ----------------------------- |
| OBS경인TV | 2021년 5월 3일 ~ 2021년 10월 29일 | 평일 아침 7시 30분 ~ 7시 40분 |

## 앵커
- 권하경 : OBS 기상캐스터

## 동 시간대 프로그램
- KBS 뉴스광장 (KBS 1TV)
- 굿모닝 대한민국 라이브 (KBS 2TV)
- MBC 뉴스투데이 (MBC TV)
- 모닝와이드 (SBS TV)
- JTBC 뉴스 아침& (JTBC)
- 굿모닝 MBN, 굿모닝 월드 (MBN)
- TV조선 뉴스퍼레이드 (TV조선)

| OBS경인TV의 평일 프로그램           |                                          |                                          |
| 이전                                | 월드 브리핑 톡                           | 다음                                     |
| 재방송                              | 월드 브리핑 톡                           | 굿모닝 OBS                               |
| 오전 7시 (월~목) 오전 6시 50분 (금) | 오전 7시 30분 (월~목) 오전 7시 20분 (금) | 오후 7시 40분 (월~목) 오전 7시 30분 (금) |
|                                     |                                          |                                          |